# Nicolaus von Borstel
Nicolaus von Borstel (* 17. November 1885 in Stade; † 5. November 1963 ebenda) war ein deutscher Politiker (SPD). Er war von 1947 bis 1959 Mitglied des Niedersächsischen Landtages.

## Leben
Der gelernte Tischler von Borstel war seit 1905 Mitglied der Freien Gewerkschaft. Seinen Militärdienst legte er zwischen 1906 und 1908 ab. Er wurde Mitglied der SPD 1910 und war über einen Zeitraum von zehn Jahren Vorsitzender des Bezirks Unterelbe in der SPD.
Ab 1914 war er Vorsitzender des Ortsausschusses Stade des Gewerkschaftskartells und ab 1915  Kriegsteilnehmer. Nach Ende des Ersten Weltkrieges wurde er 1919 Geschäftsführer des Konsumvereins Stade. Später war er Mitglied des Bürgervorsteherkollegiums Stade.
Von Borstel war von 1919 bis 1933 Mitglied des Hannoverschen Provinziallandtages. 1924 wurde er zum ehrenamtlichen Senator in Stade ernannt und war von 1926 bis 1929 Bezirksausschussmitglied. Ab 1926 war er als Geschäftsführer der Allgemeinen Ortskrankenkasse tätig. 1929 wurde er in die Provinzialregierung berufen und er war von 1929 bis 1933 besoldeter Senator und stellvertretender Bürgermeister in Peine.
Nach Beginn der Nazi-Diktatur wurde von Borstel 1933 wegen „politischer Unzuverlässigkeit“ entlassen und kurzzeitig in „Schutzhaft“ genommen. Zwischen 1933 und 1934 war er erwerbslos, danach von 1934 bis 1938 Leiter einer Marken-Milchverteilungsstelle.
Zwischen 1938 und 1939 war er erneut erwerbslos und wurde im September 1939 als Angestellter beim Finanzamt Stade in den Dienst gestellt. 1944 folgte eine erneute Inhaftierung. Aufgrund seiner Haftunfähigkeit erfolgte seine Haftentlassung aus dem Arbeitserziehungslager Farge. Im Februar 1945 wurde er wiederum kurzzeitig verhaftet.
Nach Ende des Zweiten Weltkrieges wurde er Leiter der Stadtwerke Stade. 1946 wurde er zum Landrat des Kreises Stade gewählt. Von Borstel war Mitglied des ernannten Hannoverschen Landtages vom 23. August 1946 bis 29. Oktober 1946 und war dort Vorsitzender des Ausschusses für innere Verwaltung. Vom 9. Dezember 1946 bis 28. März 1947 war er Mitglied des Ernannten Niedersächsischen Landtages.
Von Borstel war gewähltes  Mitglied des Niedersächsischen Landtages in der 1. bis 3. Wahlperiode vom 20. April 1947 bis 5. Mai 1959.